# アウトプラダテス (リュディア太守)
アウトプラダテス（希：Aυτoφραδάτης、ラテン文字転記：Autophradates）はアケメネス朝ペルシアの将軍、太守である。
アウトプラダテスはペルシアの将軍として紀元前4世紀中頃に反乱を起こした太守たちと戦った。細かい年代や順序、詳細は不明であるが、ミュシア太守オロンテスと戦った時には彼の策略の前に二度敗れ、ヘレスポントス・フリュギア太守アリオバルザネスをアッソスに包囲した時にはアリオバルザネスの援軍としてやってきたスパルタ王アゲシラオス2世の接近を受けて撤退し、フリュギア太守アルタバゾスと戦った時には彼を一度は捕えたものの、理由は不明であるが解放した。カッパドキアの太守ダタメスが反乱を起こした時には171000人以上の軍を率いて12分の1の兵力しか持たないダタメスと戦ったが、地形を生かして戦ったダタメスに敗れ、泥沼化を避けるためにペルシア王とダタメスを講和させてフリュギアに退いた。
また、アタルネウスを包囲した時にはビュザンティオン人の銀行家のエウブロスの説得を受けて撤退した。とはいえアウトプラダテスは知恵の回らない将軍でも敗北ばかりというわけでもなく、エフェソス軍と戦った時には彼らを罠にはめて破り、ピシディア人に対しては彼らがある隘路を占めていた時に偽装撤退をして油断させ、夜襲を仕掛けて打ち破った。しかし、リュディア太守の時に自身もまた紀元前362年に反乱を起こした。反乱の帰趨とその後の彼については分かっていない。

## 註
1. ↑  ポリュアイノス, VII. 14. 3-4
2. ↑  クセノポン, II. 26
3. ↑  デモステネス, 「アリストクラテス弾劾」, 154, 155
4. ↑  ネポス, 「ダタメス」, 7, 8
5. ↑  アリストテレス, 『政治学』, 1267a
6. ↑  ポリュアイノス, VII. 27
7. ↑  ディオドロス, XV. 90